# Горни Вадин
Го̀рни Вадѝн е село в северозападна България. Намира се в община Оряхово, област Враца. 

## География
Селото е разположено в пресечена местност на брега на река Дунав. Отстои на 134 km североизточно от София и на 34 km югоизточно от Оряхово. Съседни населени места са Долни Вадин (на изток), Ставерци и Кнежа (на юг) и Остров (на запад). Отглеждат се зърнени култури и лозя, развива се животновъдство и пчеларство.

## История
До Освобождението селото е било част от днешното село Долни Вадин под името Вадин. С разрастването на селото двете махали (Горна и Долна) на Вадин се обособяват като две села.
На запад от Горни Вадин има останки от тракийско селище от бронзовата епоха. В района са открити две запазени тракийски могили, както и отделни предмети – две бронзови закопчалки за дрехи (фибули) и сребърни римски монети.
По време на турското робство жители на тогавашното село Вадин няколко пъти преминават в Румъния, където пребивават продължително. Връщането им в селото води до неговото внезапно нарастване и обособяване на нова махала (Нови, впоследствие Горни Вадин), която след Освобождението става самостоятелна административна единица.
В началото на XX век жителите на селото са главно власи.

## Население
Преброяване на населението през 2011 г.
Численост и дял на етническите групи според преброяването на населението през 2011 г.:
|                     | Численост | Дял (в %) |
| Общо                | 302       | 100,00    |
| Българи             | 291       | 96,35     |
| Турци               | 0         | 0,00      |
| Цигани              | 0         | 0,00      |
| Други               | 0         | 0,00      |
| Не се самоопределят | 0         | 0,00      |
| Неотговорили        | 4         | 1,32      |

## Религии
Православно християнство.

## Обществени институции
- Кметство „село Горни Вадин“

## Културни и природни забележителности
- На самия бряг на Дунав съществува дига, на която е издигнат паметник.
- На километър от селото се намира осветен каменен блок, наречен „кятра корбанули“ (оброчен камък), свързан със стара местна традиция.
- Няколко минерални извора и чешми. Има изоставено пристанище, превърнато в рибарски кей.
- На запад от селото в посока село Остров се намира местността Леденика с лозя и градини.

## Редовни събития
- Всяка година се празнува събор на 10 септември, който продължава няколко дни. На това събитие присъстват множество гости от други краища на България и света.
- Ивановден и Йордановден са известни с това, че млади хора обличат кукерски костюми и обикалят селото за здраве.

## Личности
- Мария Иванова Възланова[6]

## Кухня
Жителите на селото се гордеят с традиционните „влашка саламура“ или „моричика“ (прави се от риба или от пиле), „мамалига“, домашни питки „лютика“. Обичайни гозби са също каша от коприва, рибени ястия, кюфтета от дунавски миди („скойки“).